# Буше Сен Никола
Буше Сен Никола (фр. Bouchet-Saint-Nicolas) насеље је и општина у централној Француској у региону Оверња, у департману Горња Лоара која припада префектури Пиј ан Веле.
По подацима из 2011. године у општини је живело 250 становника, а густина насељености је износила 12,95 становника/km². Општина се простире на површини од 19,31 km². Налази се на средњој надморској висини од 1 228 метара (максималној 1.301 m, а минималној 1.118 m).

## Демографија
| 1962. | 1968. | 1975. | 1982. | 1990. | 1999. | 2011. |
| ----- | ----- | ----- | ----- | ----- | ----- | ----- |
| 405   | 427   | 369   | 301   | 246   | 236   | 250   |

График промене броја становника у току последњих година